# زرزور سقطرى
زرزور سقطرى (الاسم العلمي:   Onychognathus  frater) (بالإنجليزية: Socotra  Starling)‏ هو طائر ينتمي إلى زرزور (فصيلة: Sturnidae).